# 索爾莫訥河
索爾莫訥河（法語：Sormonne，法語發音：[sɔʁmɔn]）是法國的河流，位於該國東北部阿登省，屬於默兹河的左支流，河道全長56.4公里，流域面積411平方公里，發源自塔耶特，河口處在沙勒维尔-梅济耶尔，平均流量每秒6.36立方米。

## 外部連結
- http://www.geoportail.fr （页面存档备份，存于）
- Sandre数据库中的索爾莫訥河